# Kevin Lugo
Kevin Andrés Lugo Iriarte (Cartagena, Colombia; 18 de diciembre de 1997) es un futbolista colombiano que juega como mediocampista y su equipo actual es Comerciantes FC de la Liga 2 de Perú.

## Trayectoria
En el 2024 fichó por Comerciantes FC para afrontar Liga 2 del Perú. Se quedó a un paso del ascenso al perder por penales ante Juan Pablo II College en semifinal de los Play Off, en la cual erró un penal.

## Estadísticas

### Clubes
| Club | Div.          | Temporada     | Liga  | Liga  | Copas Nacionales(1) | Copas Nacionales(1) | Torneos Internacionales(2) | Torneos Internacionales(2) | Total(3) | Total(3) |
| Club | Div.          | Temporada     | Part. | Goles | Part.               | Goles               | Part.                      | Goles                      | Part.    | Goles    |
| --- | ------------- | ------------- | ----- | ----- | ------------------- | ------------------- | -------------------------- | -------------------------- | -------- | -------- |
| Real Cartagena · Colombia | 1.ª           | 2018          | 21    | 0     | 2                   | 0                   | —                          | —                          | 23       | 0        |
| Real Cartagena · Colombia | Total club    | Total club    | 21    | 0     | 2                   | 0                   | 0                          | 0                          | 23       | 0        |
| Alianza Atlético · Perú | 2.ª           | 2019          | 21    | 4     | 3                   | 0                   | —                          | —                          | 24       | 4        |
| Alianza Atlético · Perú | 2.ª           | 2020          | 10    | 2     | —                   | —                   | —                          | —                          | 10       | 2        |
| Alianza Atlético · Perú | 1.ª           | 2021          | 26    | 2     | 1                   | 0                   | —                          | —                          | 27       | 2        |
| Alianza Atlético · Perú | Total club    | Total club    | 63    | 8     | 4                   | 0                   | 0                          | 0                          | 67       | 8        |
| Deportivo Pereira · Colombia | 1.ª           | 2022          | 16    | 1     | 2                   | 0                   | —                          | —                          | 18       | 1        |
| Deportivo Pereira · Colombia | Total club    | Total club    | 16    | 1     | 2                   | 0                   | 0                          | 0                          | 18       | 1        |
| Juan Aurich · Perú | 2.ª           | 2023          | 24    | 2     | —                   | —                   | —                          | —                          | 24       | 2        |
| Juan Aurich · Perú | Total club    | Total club    | 24    | 2     | 0                   | 0                   | 0                          | 0                          | 24       | 2        |
| Comerciantes FC · Perú | 2.ª           | 2024          | 26    | 2     | —                   | —                   | —                          | —                          | 26       | 2        |
| Comerciantes FC · Perú | Total club    | Total club    | 26    | 2     | 0                   | 0                   | 0                          | 0                          | 26       | 2        |
| Total carrera | Total carrera | Total carrera | 150   | 13    | 8                   | 0                   | 0                          | 0                          | 158      | 13       |
| (1) Incluye datos de Copa Colombia y Copa Bicentenario. (2) Incluye datos de Copa Libertadores y Copa Sudamericana. (2) No incluye goles en partidos amistosos. |               |               |       |       |                     |                     |                            |                            |          |          |

## Palmarés

### Títulos nacionales
| Título              | Equipo            | País     | Año     |
| ------------------- | ----------------- | -------- | ------- |
| Categoría Primera A | Deportivo Pereira | Colombia | 2022-II |